# Tryńcza
Tryńcza è un comune rurale polacco del distretto di Przeworsk, nel voivodato della Precarpazia.
Ricopre una superficie di 70,56 km² e nel 2004 contava 8 146 abitanti.